# Blågrönt mannagräs
Blågrönt mannagräs (Glyceria declinata) är en växtart i familjen gräs.